# Phanotea ceratogyna
Phanotea ceratogyna är en spindelart som beskrevs av Griswold 1994. Phanotea ceratogyna ingår i släktet Phanotea och familjen Zoropsidae. Inga underarter finns listade i Catalogue of Life.